# Shane MacGowan
Shane Patrick Lysaght MacGowan (Royal Tunbridge Wells, 25 dicembre 1957 – Dublino, 30 novembre 2023) è stato un cantante e musicista irlandese.
Era il cantante e l'autore della maggior parte delle canzoni del gruppo The Pogues.

## Biografia
Shane MacGowan nacque il giorno di Natale del 1957 in Inghilterra, da genitori irlandesi provenienti da Puckhaun, vicino Nenagh, nella Contea di Tipperary. La madre era una cantante e ballerina di musica tradizionale irlandese, mentre il padre lavorava per la diocesi. Shane visse in una fattoria irlandese fino all'età di sei anni, quando la famiglia si trasferì a Londra. Nel 1976 Shane assistette a un concerto dei Sex Pistols a Londra ed iniziò a far parte del movimento punk. In quel periodo formò il suo primo gruppo, i The Nipple Erectors (più tardi accorciato in The Nips) che si fecero conoscere a Londra come gruppo di supporto dei Clash e dei Jam.
Nel 1981 conobbe Spider Stacy e Jem Finer e insieme decisero di formare il prototipo di quello che più avanti saranno i Pogues. Prima di chiamarsi Pogues, passando per diversi cambi di formazione, il gruppo si chiamò inizialmente Millwall Chainsaw, poi The New Republicans e infine Pogue Mahone. Tale nome (storpiatura dell'espressione gaelica póg mo thóin che significa "baciami il sedere") venne censurato e da qui nacque il nome definitivo del gruppo. Shane rimase nei Pogues fino al novembre 1991, quando ufficialmente venne licenziato a causa dei problemi di alcol e dei continui ritardi alle prove e ai concerti.
Dopo alcune collaborazioni, nel 1992 formò il gruppo dei Popes. Lasciò poi i Popes (che continuarono però a pubblicare album), per rientrare nei Pogues con cui effettuò reunion annuali. Shane scrisse memorabili canzoni tra le quali Fairytale of New York definita una delle più belle canzoni di Natale di sempre.
Dopo vari problemi di salute, MacGowan morì per una polmonite il 30 novembre 2023 a Dublino, all'età di 65 anni.

## Comportamenti autodistruttivi
Shane divenne noto per la sua dipendenza dall'alcol che minò pesantemente il suo fisico. Nel 2006, dopo una notte di bevute in Irlanda, si fermò per urinare, inciampò e cadde contro un muro, distruggendo i pochi denti rimasti.
Shane ebbe inoltre problemi con l'eroina, culminati in un arresto. A farlo incarcerare, per cercare di metterlo in riga, fu la sua collega e amica Sinéad O'Connor. Sinead disse: «È un angelo vicino alla fine che ha bisogno di aiuto. È andato troppo lontano, ha raggiunto lo stadio in cui fisicamente non riesce a fermarsi per smettere di bere, si è provocato troppi danni».

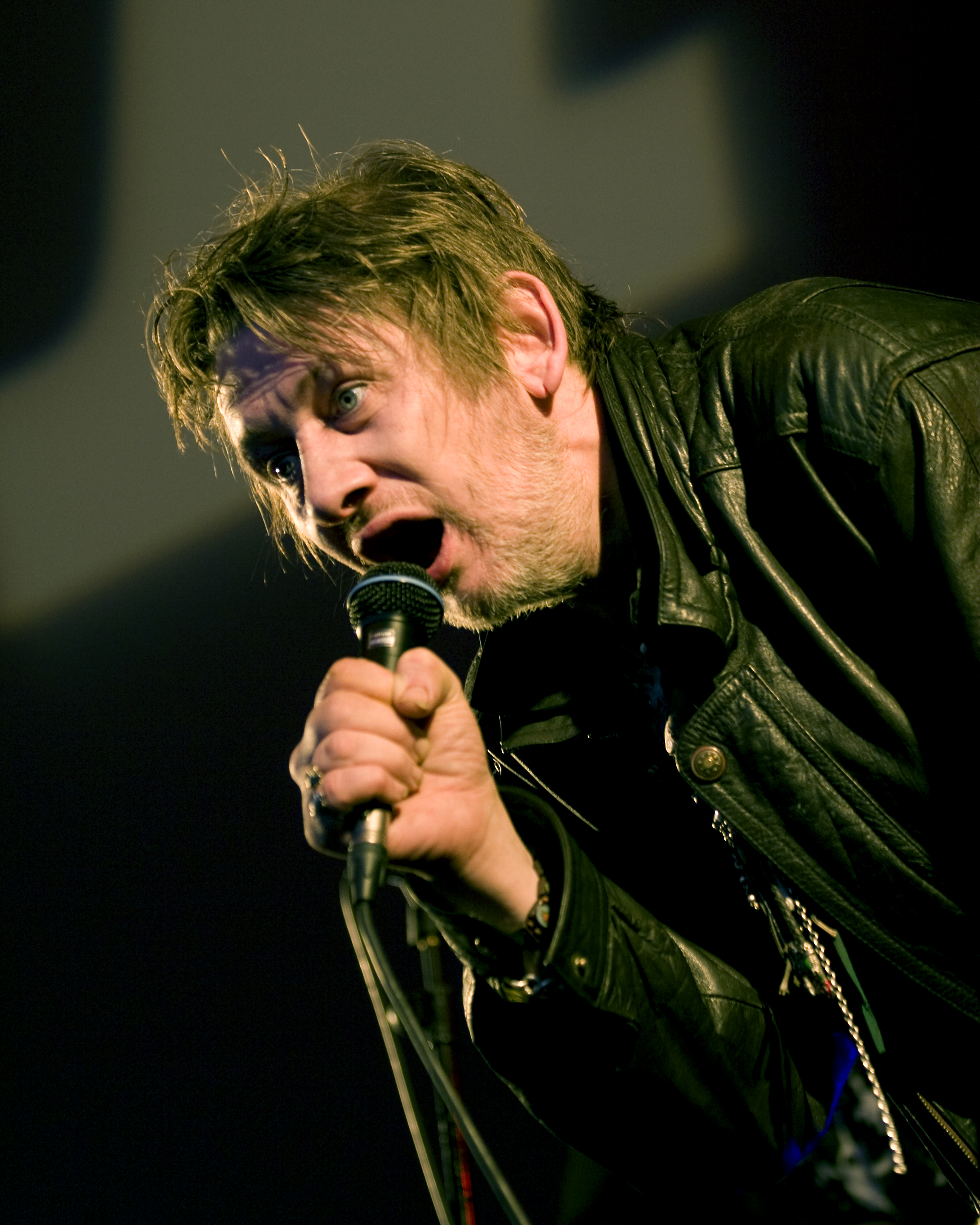
Shane MacGowan in concerto a Dublino nel 2008

Nel 2015, a Dublino, MacGowan si fratturò il bacino tornando da uno studio di registrazione e questo lo porterà ad usufruire di una sedia a rotelle per tutte le successive apparizioni. In un'intervista a Vice lo stesso raccontò: "È stata una caduta e l'ho effettuata nel modo sbagliato. Mi sono rotto il bacino, che è la cosa peggiore che si possa fare. Sono zoppo in una gamba, non posso camminare per la stanza senza una stampella. Sto migliorando, ma ci vuole molto tempo. È il tempo più lungo che abbia mai impiegato per riprendermi da un infortunio. E ne ho avuti molti di infortuni."

## Discografia

### The Nips
- 1980 - Only the End of the beginning

### The Pogues
- 1984 - Red Roses for Me
- 1985 - Rum, Sodomy, and the Lash
- 1988 - If I Should Fall from Grace with God
- 1989 - Peace and Love
- 1990 - Hell's Ditch

### The Popes
- 1994 - The Snake
- 1997 - The Crock of Gold
- 2002 - Across the Broad Atlantic - Live on Paddy's Day-New